# Lasius flavus

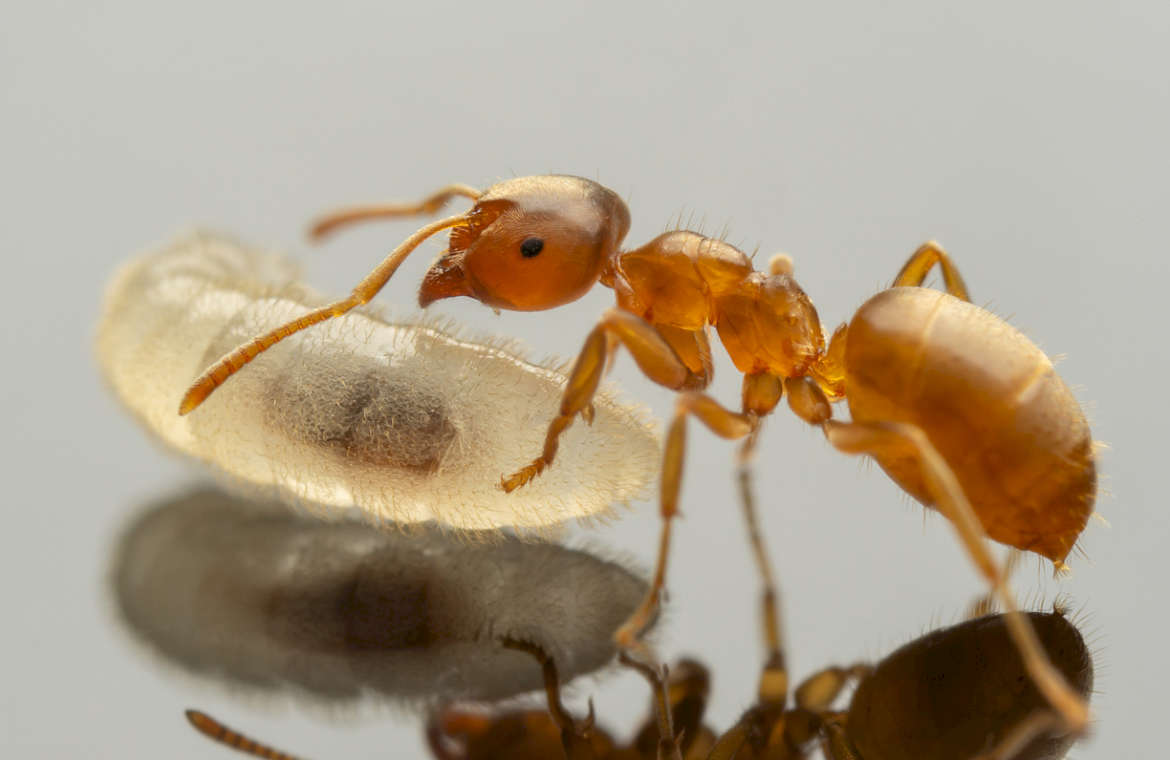
Lazius flavus

Жовта земляна мураха, або Жовта садова мураха (Lasius flavus) — вид мурах роду Lasius. Є одним з найбільш поширених видів мурах Центральної Європи.

## Розповсюдження
Зустрічається в Європі, Азії і Північній Африці.
Північна Америка є домом для подібного спорідненого виду, Lasius brevicornis, який раніше вважався тим самим видом.

## Опис
Мурахи яскраво-жовті або світло-коричневі (самки та самці темніші, коричневі). Робочі близько 2,2–4,8 мм завдовжки, самці 3,5–5,0 мм, а матки 7,2–9,5.

## Біологія

### Життєвий цикл
Жовта земляна мураха веде підземний спосіб життя, будуючи гнізда на відкритих луках. Гнізда часто зустрічаються в густій траві або під камінням. Мурахи харчуються дрібними членистоногими, а також підземними попелицями, які вони розмножують у своїх гніздах на коренях рослин. Взимку частина такої попелиці може вживатися в їжу. Через такого способу життя робочі мурахи рідко виходять за межі гнізда, а тому у них відсутня пігментація. Цей вид не проявляє особливої агресії та часто барикадує своє гніздо, коли йому загрожують.
Шлюбний період проходить в липні та серпні. Колонії часто засновуються кількома самками. Пізніше, коли в колонії з'являються перші робітники, самки вступають між собою в бійку, залишаючи тільки одну королеву (моногінія).
Жовта земляна мураха є господарем Соціального паразитизма у мурах Lasius carniolicus.